# بحيرة برايس
بحيرة برايس (بالإيطالية: Lago di Braies) أو بحيرة براغس أو بحيرة براغسر وايلدسي هي بحيرة طبيعية تقع في جنوب تيرول شمال إيطاليا، ضمن نطاق جبال الدولوميت، تُعد من أشهر البحيرات في المنطقة وتُعرف بجمالها الطبيعي ومياهها الفيروزية الصافية.

## الجغرافيا والإقتصاد
تقع البحيرة على ارتفاع يبلغ نحو 1,496 مترًا فوق سطح البحر، وتبلغ مساحتها حوالي 31 هكتارًا، بينما يصل عمقها الأقصى إلى 36 مترًا. تشكلت نتيجة لانهيار أرضي قديم سد مجرى نهر صغير، ما أدى إلى تكوين البحيرة الحالية.
تُعد بحيرة برايس وجهة سياحية شهيرة، خاصة في فصل الصيف، حيث يمكن القيام بجولات على القوارب أو المشي حول ضفافها، كما أنها نقطة انطلاق لعدة مسارات جبلية في الدولوميت.
ازدادت شهرتها في السنوات الأخيرة بفضل استخدامها كموقع تصوير في أعمال سينمائية وتلفزيونية.